# ولاد رزق 3 (فلم)
ولاد رزق 3 أو ولاد رزق: القاضية، هو فيلم تشويق وأثارة مصري. بدأ عرضه في 12 يونيو 2024، ضمن موسم عيد الأضحى 1445 هـ. حتى تاريخ 3 أغسطس 2024، حقق الفيلم في المملكة العربية السعودية إيرادات بلغت 37.3 مليون ريال (9.94 مليون دولار/483 مليون جنيه). وحقق في مصر إيرادات بلغت 249,305,368 جنيه مصري. بينما حقق 2,438,843 دولار (120 مليون جنيه مصري) في الإمارات العربية المتحدة.

## قصة
تدور أحداث فيلم «ولاد رزق 3» في إطار من الإكشن والإثارة، لاستكمال قصة ولاد رزق في عالم جرائم السرقة التي يقوم بها الأشقاء، بعدما يعيشون حلمهم في إدارة صالة عرض سيارات فاخرة، لكن يتبخر هذا الحلم بعودة "صقر، والشربيني" اللذين يفجران المكان، مما يضع ولاد رزق في عبء مالي كبير، ليتم الضغط عليهم بأداء مهمة مستحيلة، لتنفيذ عملية مصيرية هي الأكبر والأخطر والأهم في تاريخ ولاد رزق.

## طاقم العمل[11]
- أحمد عز (رضا)
- عمرو يوسف  (ربيع)
- آسر ياسين (الشايب)
- كريم قاسم (رمضان)[12]
- علي صبحي (كوري)
- محمد ممدوح (رؤوف )
- سيد رجب (المعلم صقر)
- أحمد الرافعي (سلطان الغول)
- منى ممدوح (شهد)
- نسرين أمين (حنان)
- محمد لطفي (شربيني )
- تايسون فيوري (بنفسه)
- كريم عبد العزيز (سلطان الغول)
- أحمد فهمي (النونو)
- إياد نصار (الصقر)
- أسماء جلال (سمر)
- فرح (ضيفة شرف)
- نوران ماجد